# Johann Joseph Adam Homeyer
Johann Joseph Adam Homeyer (* 24. Dezember 1786 in Weißenborn im Eichsfeld; † 24. November 1866 in Duderstadt) war ein deutscher Kirchenmusiker und Organist.

## Leben und Werk

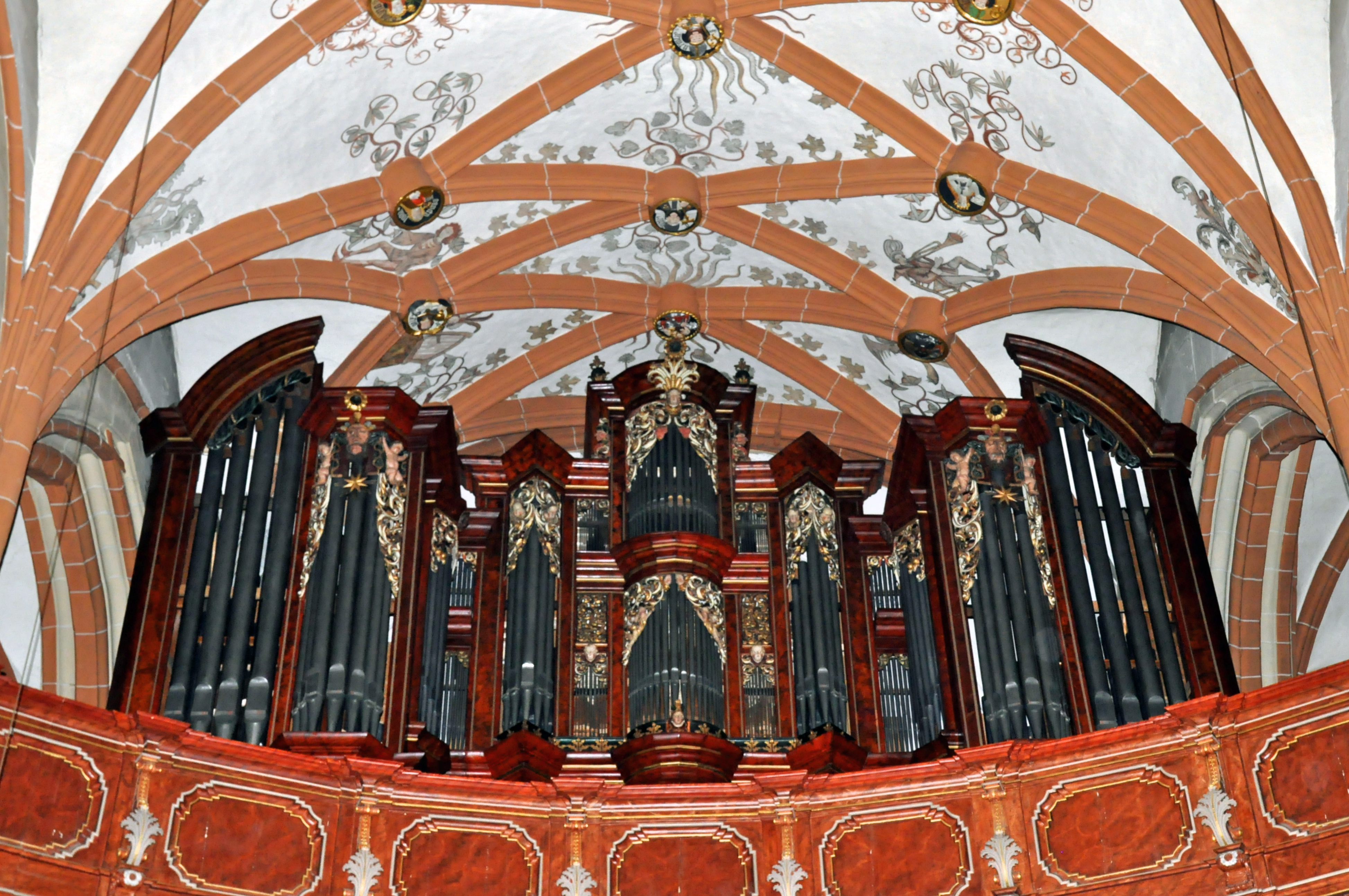
Creutzburg-Orgel von St. Cyriakus (1735) in Duderstadt, an der Homeyer fast 50 Jahre wirkte

Johann Joseph Adam Homeyer wurde am 24. Dezember 1786 in Weißenborn geboren. Sein Vater war der Lehrer Georg Homeyer, der ihm und auch seinem Bruder Heinrich die Grundlagen des Klavier- und Orgelspiels vermittelte. Im Jahr 1817 übernahm Johann Joseph Adam Homeyer das Organistenamt an St. Cyriakus in Duderstadt, das er bis zu seinem Tod fast ein halbes Jahrhundert innehatte. Aufgrund einer Eingabe des „seinerzeit sehr bekannten Orgel- und Klaviervirtuosen“ Homeyer führte Johann Andreas Engelhardt im Jahr 1859 einen Erweiterungsumbau der Orgel von Johannes Creutzburg (1735) durch.
Homeyer war mit Anna Aloysia Bock (* 22. August 1799 in Teistungen; † 3. Februar 1860 in Duderstadt) verheiratet. Sein Sohn Joseph Maria Homeyer wurde später ebenfalls als Klavier- und Orgelvirtuose bekannt.
Johann Joseph Adam Homeyer wurde durch ein Choralbuch zum katholischen Gesangbuch bekannt, das er 1840 verfasste und das 1849 eine zweite Auflage erlebte. In erweiterter Form erschien das Choralbuch 1870 posthum und war überregional verbreitet, so auch in Österreich. Einer kurzen zwei- oder dreistimmigen Einleitung von einem halben oder einem Takt Länge, meist in Achtelnoten und gelegentlich fugatisch, folgt jeweils der vierstimmig gesetzte Choralsatz. Die einzelnen Liedzeilen werden entsprechend dem damaligen Zeitgeschmack durch knappe Zwischenspiele unterbrochen. Im Jahr 1846 veröffentlichte Homeyer sein Werk Der Altar- und Responsoriengesang der katholischen Kirche nach Römischer und Mainzer Singweise. Die bischöflich genehmigte, praktische Ausgabe umfasst vierstimmige Begleitsätze in verschiedenen Tonarten zum Gregorianischen Choral und eine Erklärung der Kirchentonarten.